# Glenea morosa
Glenea morosa là một loài bọ cánh cứng trong họ Cerambycidae.